# هداية ملاك
هداية ملاك وهبة
لاعبة تايكوندو مصرية بالمنتخب الوطني المصري، ولدت في القاهرة 21 إبريل عام 1993 وهي أول لاعبة عربية وإفريقية تحصل علي ميدالتين اولمبياتين متتاليتين في رياضة التايكوندو أولمبياد ريو دي جانيرو. واولمبياد طوكيو
وفازت ببرونزية في أولمبياد ريو دي جانيرو 2016. وبرونزية طوكيو ٢٠٢٠ بالإضافة إلى أنها أول رياضية عربية تتأهل لأولمبياد ريو دى جانيرو في البرازيل.وتحتل المركز الحادي عشر أولمبيًا.

## مسيرتها
بدأت هداية ملاك، لعب التايكوندو منذ سن 10 سنوات هي وأخواتها، ثم بدأت تحصد عددا من الميداليات وبطولة الجمهورية، وانضمت بعد ذلك إلى منتخب الناشئين ثم منتخب الكبار. حصدت أول مركز في بطولة الجيزة وتأهلت إلى بطولة الجمهورية وحصدت أول بطولة جمهورية وهي 14 عاما.
شاركت هداية ملاك في الألعاب الأولمبية الصيفية 2020 وحملت العلم المصري في حفل الافتتاح إلى جانب المبارز علاء الدين أبو القاسم. حازت الميدالية البرونزية في الأولمبياد بعد تغلبها على الأمريكية بيچ ماكفيرسون بنتيجة 17-6. إنها تفكر حاليًا في أخذ استراحة والتوقف عن اللعب لفترة، وتفكر في قضاء المزيد من الوقت مع أسرتها.

## البطولات

لاعبة التايكوندو هداية ملاك بعد فوزها على البلجيكية راهيلا اسيماني في أولمبياد ريو دى جانيرو 2016

1. الميدالية الذهبية في دورة الألعاب الإفريقية موزمبيق سبتمبر 2011.[9][10][11]
2. الميدالية الذهبية في بطولة العالم للجامعات المقامة بكوريا الجنوبية مايو 2012 في وزن تحت 57 كيلو.[12]
3. الميدالية الفضية في دورة الألعاب الإفريقية المقامة في الفترة من 2-6نوفمبر 2012.[13]
4. برونزية البطولة الإفريقية المقامة بمدغشقر 2012 رغم تعرضها لإصابة.[14][15][16][17]
5. الميدالية البرونزية في منافسات السيدات في التايكوندو وزن 67 كج في دورة ألعاب البحر المتوسط المقامة بمدينة ميرسن بتركيا خلال الفترة من 20 يونيو حتى 30 يونيو 2013.[18][19][20][21]
6. الميدالية الفضية ببطولة التضامن الإسلامي التي أقيمت في إندونيسيا سبتمبر 2013.[22]
7. الميدالية الذهبية في بطولة الأقصر الدولية الأولى التي أقيمت في الأقصر في الفترة من 15 إلى 17 فبراير 2014 ذلك في منافسات وزن 57 كجم، بعد تغلبها على اللاعبة الإنجليزية جادي جونز بنتيجة 7/10 في المباراة النهائية.[23][24][25]
8. الميدالية الذهبية في بطولة البحرين الدولية للتايكوندو مارس 2014.[26]
9. الميدالية البرونزية في بطولة باريس المفتوحة نوفمبر 2014 وهو إنجاز حققته هداية بعد خسارتها أمام بطلة كوت ديفوار في وزن 62 كجم في نصف النهائي.[27]
10. الميدالية البرونزية في بطولة أستراليا المفتوحة أغسطس 2014.[28]
11. الميدالية الفضية في بطولة أوكرانيا المفتوحة G1، والتي أقيمت بمدينة خاركوف خلال الفترة من 3 حتى 5 أكتوبر 2014.[29]
12. الميدالية البرونزية لكأس العالم للفرق ديسمبر 2014 مع منتخب فرنسا بعد الخسارة من كوت دى فوار في نصف النهائي حيث تسمح قوانين البطولة للمنتخبات المشاركة الاستعانة بلاعب أو اثنين على الأكثر من المنتخبات إلى لا تشارك بفريق في البطولة وقد اختار منتخب فرنسا الاستعانة بلاعبة منتخبنا القومي.[30]
13. الميدالية البرونزية في بطولة النمسا الدولية للتايكوندو التي اقيمت في الفترة من 29 وحتى 31 مايو 2015 في منافسات وزن 57 كجم بعد هزيمتها في دور الـ«نصف نهائى» امام لاعبة إيران.[31][32]
14. الميدالية البرونزية في بطولة الجائزة الكبرى التي أقيمت في الفترة من 13 ل16 أغسطس بروسيا وتوجت بلقب ملكة جمال الجائزة الكبرى.[33][34][35]
15. الميدالية الذهبية في البطولة الدولية للتايكوندو كازاخستان أكتوبر 2015 حيث هدايه علي الميدالية الذهبية في وزن -63 كجم.[36]
16. الميدالية الذهبية في بطولة العالم العسكرية المقامة في كوريا الجنوبية أكتوبر 2015 جاء تتويج هداية ملاك بذهبية دورة الألعاب العسكرية بكوريا في وزن 62 كجم بعد تغلبها في النهائي على لاعبة الصين المصنفة السادسة عالميا وصاحبة الميدالية الفضية بطولة العالم 2009 وبطلة أسيا لعامي 2013 و 2014 وذلك بنتيجة 5 ــ 8.[37]
17. الميدالية الفضية في بطولة أستراليا المفتوحة للتايكوندو، التي أقيمت في الفترة من 26 حتى 28 يونيو2015 في مدينة ملبورن الأسترالية. وحصدت هداية، فضية منافسات وزن تحت 57 كغم.[38]
18. الميدالية الذهبية في بطولة بولندا المفتوحة للتايكوندو أغسطس 2015.[39][40]
19. الميدالية الذهبية في بطولة الجائزة الكبرى بالمكسيك ديسمبر 2015 وبذلك تكون اللاعبة العربية والأفريقية الوحيدة التي تتأهل لأولمبياد ريو دى جانيرو 2016.[41][42][43][44][45][46]
20. الميدالية البرونزية في بطولة الأقصر الدولية للتايكوندو مارس 2016، وزن -62 كجم.[47][48]
21. الميدالية الذهبية في بطولة الفجيرة المقامة بالإمارات فبراير 2016.[49][50][51]
22. الميدالية البرونزية في بطولة أسابنيا المفتوحة، منافسات وزن تحت 57 كجم، التي أقيمت في الفترة من 14 وحتى 18 أبريل 2016.[52][53][54]
23. الميدالية الذهبية في البطولة الإفريقية التي أقيمت في بورسعيد مايو 2016، منافسات وزن تحت 57 كجم، ونالت هداية الميدالية عقب انسحاب بطلة المغرب من خوض المباراة النهائية.[55][56]
24. الميدالية البرونزية في أولمبياد ريو دي جانيرو 2016 [57]
25. الميدالية الفضية في بطولة الجائزة الكبرى النهائية 2016.
26. الميدالية البرونزية في أولمبياد طوكيو 2020.

## ترشيحات

### أبرز 50 سيدة عربية لعام 2014
رشحتها مجلة سيدتي الإليكترونية بعد حصولها على ذهبية بطولة البحرين للتايكوندو مارس 2014، ضمن أبرز 50 سيدة عربية حيث أعدت «سيدتي» قائمة (50 سيدة عربية رائدة في الربع الأول من 2014)، واستعانت بـ34 خبيراً من 9 بلدان عربية شملت السعودية، الإمارات، الكويت، مصر، المغرب، لبنان، تونس، الجزائر، الأردن.

### أفضل رياضي مصري لعام 2014
رشحها موقع كايروستوديوم لأفضل رياضيين عام 2014.

### أفضل فريق في العالم
أعلنت مجلة MASTKD فوز فريق السيدات المصري وأبرزهن هداية ملاك بلقب الأفضل في العالم لعام 2015 باستفتاء جماهيري.

## خسارات
1. خسرت هداية في الدور ربع النهائى لوزن تحت 57 كجم في منافسات التايكوندو للسيدات بدورة الألعاب الأولمبية، التي تستضيفها العاصمة البريطانية لندن عام 2012. وتلقت اللاعبة المصرية الهزيمة من اللاعبة الفرنسية مارلين أورنوا بطلة أوروبا في المباراة، لتتأهل الفرنسية إلى الدور نصف النهائى للمنافسات.وانتهت الجولة الأولى من المباراة بدون نقاط، وفي الجولة الثانية تعادلت اللاعبتان 2 / 2، وفي الجولة الثالثة تفوقت اللاعبة الفرنسية بطلة أوروبا لتنهى المباراة لصالحها 8 / 6.[62]
2. خسرت هداية أمام الكندية ايفيتا جوندا بنتيجة 11/10 في الدور الأول لبطولة الجائزة الكبري «الجران بري» للتايكوندو التي أقيمت في كازاخستان أغسطس 2014.[63]

## مواقف إنسانية
1. أثناء خوض لقائها أمام رجاء قرماش بطلة المغرب في «البارا تايكوندو» لذوي الاحتياجات الخاصة بالبطولة الإفريقية التي أقيمت بمدينة بورسعيد مايو 2016، حيث علمت هداية من منظمي البطولة، أن لاعبة المغرب لن تشارك بسبب عدم وجود منافسين لها في البطولة مما دفع «ملاك» لخوض اللقاء معها للرفع من روحها المعنوية، ولكي تحصل «قرماش» على ذهبية البطولة ويرتفع تصنيفها الدولي والعالمي، وتوصيل رسالة للعالم اجمع علي التعاون بين الأصحاء وذوي الاحتياجات الخاصة.[64][65]
2. زار الثلاثى محمد جاد عضو مجلس إدارة اتحاد التايكوندو ومعه بطلتى اللعبة هدايه ملاك وسهام الصوالحى مستشفى شفاء الاورمان لعلاج مرضى السرطان بالمجان بالأقصر، وذلك على هامش مشاركة اللاعبتين في بطولة الأقصر الدولية للتايكوندو مارس 2016 . وأكد محمد جاد عضو مجلس إدارة اتحاد التايكوندو انه تم الاتفاق بينه وهداية ملاك وسهام الصوالحي وبين مسئولي المستشفى على إطلاق حملة لدعم مستشفيات علاج السرطان في جميع انحاء الجمهورية. واضاف جاد طلبنا من المسؤلين إعداد زيارة لمستشفى 57357 في اخر شهر مارس 2016، لدراسة إمكانية التبرع بعمل غرفة باسم «منتخب مصر للتايكوندو» وتجهيزها من معدات واجهزه طبية وأسرة، لتكون بداية لتحفيز جميع الرياضين بباقى المنتخبات على على القيام بذلك.[66]

## روابط خارجية
- هداية ملاك على موقع TaekwondoData.com (الإنجليزية)
- هداية ملاك على موقع اللجنة الأولمبية الدولية (الإنجليزية)
- هداية ملاك على موقع أوليمبيديا (الإنجليزية)